# Morgan Motor Company
Morgan Motor Company er en engelsk bilfabrikant, der er ejet af den italienske investeringsgruppe Investindustrial. Selskabet blev grundlagt i 1910 af Henry Frederick Stanley Morgan.
Morgan ligger i Malvern Link, et område af Malvern, Worcestershire, og har omkring 220 ansatte. Morgan producerer kun 850 biler om året, der alle bliver samlet ved håndkraft. Ventelisten for en bil fra Morgan ligger på omkring 6 måneder, men har nogle gange været helt op til 10 år.
Morgan biler er ualmindelige idet man har brugt træ i konstruktionen i et århundrede, og stadig bruger det til karroseriet..
Der er oprettet et besøgscenter og museum om selskabets historie med udstillede bilmodeller på fabrikken.

## Modeller
- 1909 Runabout
- 1911–1939 V-Twin 3-wheeler
- 1932–1952 F-Series 3-wheeler
- 1936–nu 4/4 Two-Seater and Four-Seater
- 1950–1969 Plus 4
- 1964–1967 Plus 4 Plus
- 1965-1967 Morgan +4 Competition two seater
- 1968–2004 (and 2012–19) Plus 8
- 1985–2000 Plus 4
- 2001–2009 Aero 8
- 2004–2012 V6 Roadster
- 2005–nu Plus 4
- 2006–annulleret Morgan LIFEcar
- 2008–2009 AeroMax
- 2009–nu Morgan 4/4 Sport
- 2010–2015 Aero SuperSports
- 2010–annulleret Morgan Eva GT
- 2011–annulleret Morgan Plus E
- 2011–2012 Morgan Plus 4 Supersports
- 2011–nu Morgan Anniversary 4/4
- 2012–2015 Aero Coupe
- 2012–2021 Morgan 3-Wheeler
- 2012–19 Morgan Aero 8
- 2012–nu Roadster 3.7
- 2015–19 Morgan Aero 8
- 2018 Morgan EV3[3]
- 2019–nu Morgan Plus Six
- 2020–nu Morgan Plus Four
- 2022–nu Morgan Super 3